# Communauté d'Iona

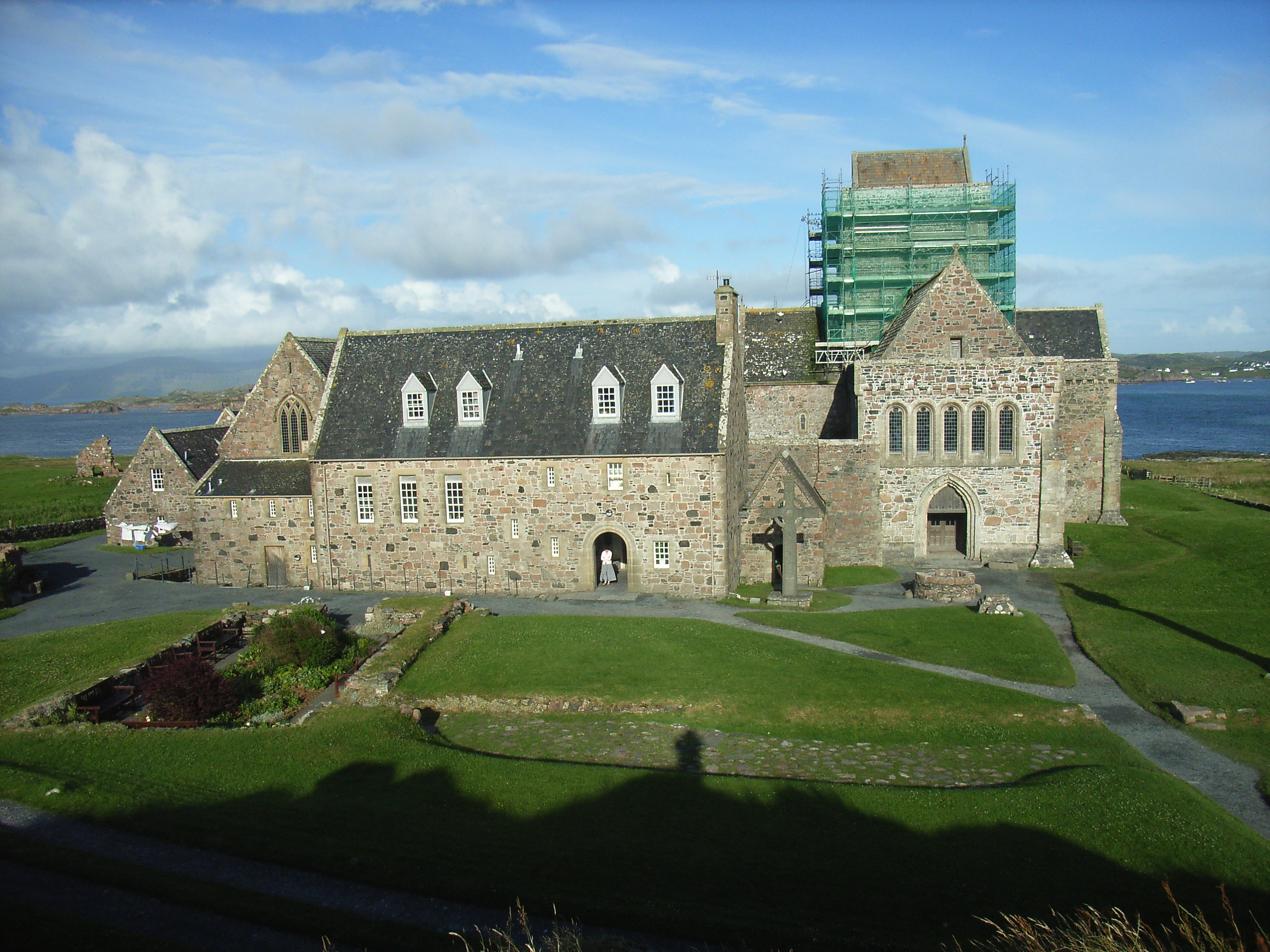
Abbaye d'Iona

La Communauté d'Iona ((en) The Iona Community) est une communauté œcuménique fondée en 1938 par George MacLeod, un pasteur de l'Église d'Écosse, sur le site de l'ancienne abbaye d'Iona en Écosse.